# Mark S. Sisk
Mark Sean Sisk KStJ (* 18. August 1942 in Takoma Park, Maryland) ist ein US-amerikanischer anglikanischer Geistlicher der Episkopalkirche der Vereinigten Staaten von Amerika und Bischof der Diözese New York.

## Leben
Nach seiner Schulzeit studierte Sisk Wirtschaftswissenschaften an der University of Maryland, College Park und erreichte den Bachelor of Science 1964. Danach besuchte Sisk das General Theological Seminary in New York City und studierte dort anglikanische Theologie und erreichte 1967 einen Master of Divinity. Ehrendoktortitel wurden ihm 1984 vom General Theological Seminary und 1998 vom Seabury-Western Theological Seminary verliehen. Sisk war Kurator für drei Jahre an der Christ Episcopal Church in New Brunswick, New Jersey und danach Priester für drei weitere Jahre an der Christ Episcopal Church in Bronxville, New York. Von 1973 bis 1977 war Sisk Rektor an der St John's Episcopal Church in Kingston, New York und von 1977 bis 1984 war er als Archidiakon unter Bischof Paul Moore in der Episcopal Diocese of New York. Von 1984 bis 1998 war Sisk Präsident und Dekan des Seabury-Western Theological Seminary. Sisk ist Mitglied des Dritten Ordens der anglikanischen Society of St. Francis.
Sisk wurde 1998 zum Bischofkoadjutor der Episcopal Diocese of New York gewählt und durch Frank Tracy Griswold sowie Richard Frank Grein und Walter Decoster Dennis zum Bischof geweiht. Am 29. September 2001 wurde Sisk zum Bischof von New York in der Cathedral of Saint John the Divine geweiht.
1963 heiratete Sisk Karen Womack Calvert. Das Ehepaar hat drei Kinder.